# 古城駅 (北京市)
古城駅（こじょう-えき）は、中華人民共和国北京市石景山区に位置する北京地下鉄1号線の駅。駅番号は「104」。

## 歴史
- 1969年10月1日 - 古城路駅として開業。ただし当初は利用できたのは公務員のみであった。
- 1977年 - 一般市民にも開放。
- 1980年 - 外国人も使用可能となった。
- 2008年 - 現在の駅名に改称[1][2]。
- 2020年4月18日 - 苹果園交通ターミナル建設に伴い、苹果園駅 - 当駅間営業休止[3]。2025年1月現在も古城駅を1号線の終点駅として機能している。

## 駅構造
地下1階に改札とホームが併設されている地下駅。出入口はA〜Dの4ヶ所あり、A・B出入口は苹果園方面行ホームに、C・D出入口は四恵東方面行ホームに直結している。互いのホームは、改札内の連絡通路で行き来が可能となっている。
ホームは相対式ホーム2面2線を有しており、可動式ホーム柵を設けている。

### のりば
案内上ののりば番号は設定されていない。
| 1号線ホーム (B1F) | 1号線ホーム (B1F) | 1号線ホーム (B1F)                  |
| ----------------- | ----------------- | ---------------------------------- |
| 西方向            | 1号線             | 苹果園方面（現在は降車専用ホーム） |
| 東方向            | 1号線             | 復興門・王府井・四恵東方面         |

## 駅周辺
- 石景山公安分局
- 反貪汚賄賂局
- 古城第六小学
- 星座商廈
- 古城公園
- 石景山区政府
- 石景山体育場
- 古城街道弁事処
- 七色園
- 石景山検察院法院
- 紫薇賓館
- 太陽島賓館
- 石景山体育館

## 隣の駅
北京地下鉄
 1号線
苹果園駅（事業中） - 古城駅 (104) - 八角遊楽園駅（事業中） - 八宝山駅